# Saint-Baslemont
Saint-Baslemont là một xã, nằm ở tỉnh Vosges trong vùng Grand Est của Pháp. Xã này có diện tích 12,71 km², dân số năm 1999 là 79 người. Xã này nằm ở khu vực có độ cao từ 293–457 m trên mực nước biển.
Dân địa phương tiếng Pháp gọi là Saint-Baslemontais.

## Biến động dân số
| 1962                                         | 1968 | 1975 | 1982 | 1990 | 1999 |
| -------------------------------------------- | ---- | ---- | ---- | ---- | ---- |
| 133                                          | 141  | 136  | 124  | 89   | 79   |
| Số liệu từ năm 1962: Dân số không tính trùng |      |      |      |      |      |